# Plasnes
Plasnes ist eine französische Gemeinde mit 728 Einwohnern (Stand 1. Januar 2022) im Département Eure in der Region Normandie. Sie ist bezüglich der Fläche des Gemeindegebiets die größte Gemeinde im Kanton Bernay.

## Geografie

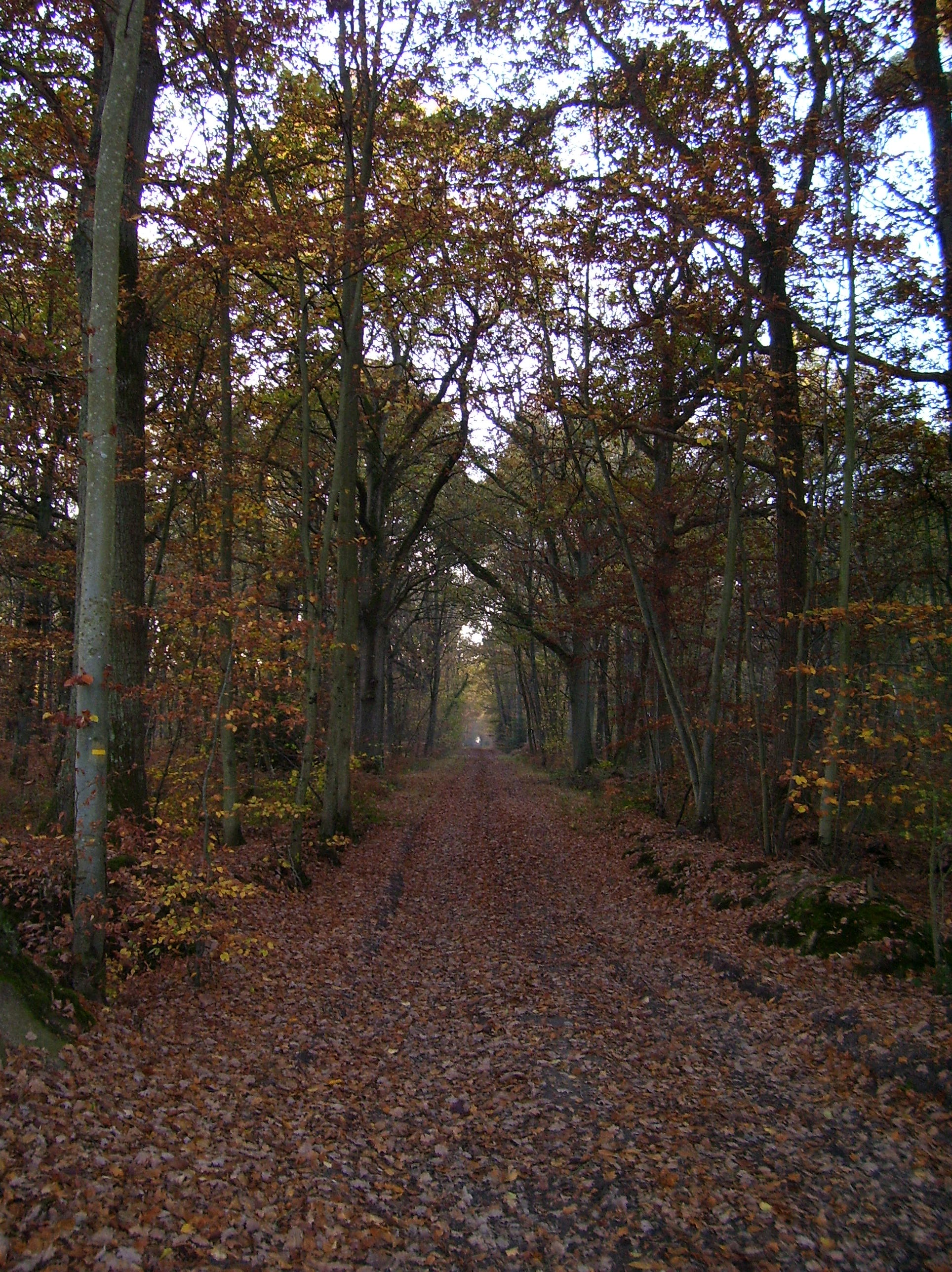
Wald von Plasnes

Plasnes liegt in der Normandie in der Landschaft Lieuvin 52 Kilometer südöstlich von Le Havre, der nach Einwohnern größten Stadt der Normandie, 47 Kilometer südwestlich von Rouen, der Hauptstadt der Haute-Normandie, 45 Kilometer nordwestlich von Évreux, dem Sitz der Präfektur des Départements und 5,7 Kilometer nordöstlich von Bernay, dem Sitz der Unterpräfektur des Arrondissements. Die Ortschaft befindet sich auf einer mittleren Höhe von 146 Metern über dem Meeresspiegel und ist von den Nachbargemeinden Valailles, Boisney, Boissy-Lamberville und Saint-Léger-de-Rôtes umgeben. Das Gemeindegebiet hat eine Fläche von 16,06 Quadratkilometern.
Der Weiler Le Marché Neuf liegt an der Nordwestecke des Gemeindegebiets, zu großen Teilen auf dem Gebiet von Berthouville. Der nördlichste Teil des Gemeindegebiets wird von der Route départementale D613 und der Autoroute A 28 durchquert. Südlich von Plasnes liegt der Wald von Plasnes, der im Osten von der D438 durchquert wird. Der Weiler Les Tuileries liegt am Ostrand des Gemeindegebiets auf der anderen Seite der D438. Der Südrand des Waldes bildet zugleich die Südgrenze des Gemeindegebiets.
Plasnes ist eine der Gemeinden im Département Eure, in denen die Gefahr sich plötzlich bildender metertiefer Löcher besteht. Die sogenannten Marnières sind alte Mergelgruben, die sich zum Beispiel nach starkem Regen öffnen können, wenn die Schuttfüllung in die Seitengänge geschwemmt wird. Im ganzen Département Eure gibt es etwa 60.000 unterirdische Hohlräume, besonders Marnières und Versickerungsstrecken. In Plasnes gibt es neun bekannte Mergelgruben.
Plasnes ist einer Klimazone des Typs Cfb (nach Köppen und Geiger) zugeordnet: Warmgemäßigtes Regenklima (C), vollfeucht (f), wärmster Monat unter 22 °C, mindestens vier Monate über 10 °C (b). Es herrscht Seeklima mit gemäßigtem Sommer.

## Geschichte

### Archäologische Funde aus Jungsteinzeit bis Mittelalter
Auf dem Gemeindegebiet gibt es dreizehn archäologische Fundorte. In der Nähe des Weilers Le Marché Neuf wurden im Jahr 1991 Spuren von Besiedelung in der Jungsteinzeit gefunden. Vor der Erstellung der Autoroute A28 wurden im Jahr 2003 präventive archäologische Untersuchungen im lieu-dit (‚Ort der genannt wird..‘) le Beuron durchgeführt. In der Parzelle ZB25 wurden Reste mehrerer Gebäude aus dem 4. bis 3. Jahrhundert v. Chr. gefunden (Latènezeit). In der Parzelle ZB15 wurden Spuren einer Siedlung aus dem 1. bis 3. Jahrhundert (gallo-römische Zeit) gefunden. Die Reste der Gebäude deuten auf eine landwirtschaftliche Nutzung hin.
In gallo-römischer Zeit führte eine Römerstraße von Lisieux (Noviomagus Lexovii) über Le Marché Neuf nach Brionne (Breviodurum) und von Brionne über Broglie nach Saint-Évroult. Diese Straße wird heute als Départementsstraße genutzt (D 438). Im westlichen Teil des Waldes von Plasnes wurden bei archäologischen Ausgrabungen auf einer Fläche von 81 Ar Mauerreste und Gräben eines Römischen Militärlagers gefunden. Im lieu-dit Les Tuileries fand Le Métayer-Masselin, ein Archäologe aus Bernay, im Jahr 1856 Reste einer Villa rustica, deren Ruinen in späterer Zeit als Nekropole genutzt wurden. Les Tuileries bedeutet ‚die Ziegeleien‘. Die Villa war etwa 30 Meter lang. Le Métayer-Masselin fand auch die Reste von Thermen: Frigidarium (Kaltbaderaum), Tepidarium (Wärmeraum), Caldarium (Heißbaderaum) mit Schwimmbecken und Sudatorium (Dampfschwitzbad). Die Mauern bestanden aus Feuerstein und Backstein. Werksteine bildeten die Ecken. Die Mauern waren verputzt und in den Farben Rot, Gelb und Weiß bemalt. Einige der Tonscherben trugen Markierungen: CVRIVS, CELSI M und SECVNDI F. Die Markierungen der Töpfer CELSVS und SECVNDVS sind durch Funde aus La Graufesenque bekannt. Außerdem fand Le Métayer-Masselin einen Sesterz aus der Regierungszeit von Mark Aurel (139–180) und eine bronzene Strigilis.
Die Nekropole wurde wahrscheinlich im Mittelalter eingerichtet. Vier oder sechs Skelette lagen über den Steinplatten des Caldariums zwischen Wänden aus Feuersteinen. Ihre Köpfe waren nach Osten gedreht. Außerhalb der Thermen befanden sich mindestens sechs weitere Gräber.

### Seigneurie und Marquisat
Der Ortsname ist von dem Wort „Platanen“ abgeleitet und wurde im 12. Jahrhundert erstmals urkundlich erwähnt.
Laut Ordericus Vitalis (1075–1142) soll sich eine der Burgen von Robert of Bellême, 3. Earl of Shrewsbury, um 1098 in Plasnes (Sanctus Remigius de Planis) befunden haben. Ein Seigneur de Plasnes soll am Ersten Kreuzzug (1096–1099) teilgenommen haben. Ordericus Vitalis erwähnte außerdem einen Roger de Plasnes, dem 1139 die Burg von Notre-Dame-du-Hamel unterstellt wurde. Matthäus Paris (1200–1259) berichtete vom Tod Rogers de Plasnes im Jahr 1191. 1207 bezeugte ein Robertus de Platano einen Vertrag zwischen der Abtei l’Isle-Dieu in Perruel und der Abtei von Les Préaux. Im 13. Jahrhundert gelangte die Seigneurie von Plasnes durch Heirat in den Besitz der Familie Malet. Guillaume IV. Malet de Graville (erwähnt um 1250) heiratete Ameline de Plasnes. Etwa 1320 brachte Jeanne Malet die Seigneurie durch Heirat in die Familie Auricher ein.
Im 15. Jahrhundert gehörte Plasnes und der Wald von Plasnes Pierre de Brézé (1412–1465), zu seiner Zeit war das Kirchenpatronat geteilt. 1492 verzichtete das Benediktinerkloster Saint-Taurin in Évreux zugunsten des Bischofs auf das Kirchenpatronat von Plasnes. Der Bischof durfte auch das Personal der Eremitage Saint-Agapit im Wald von Plasnes bestimmen.

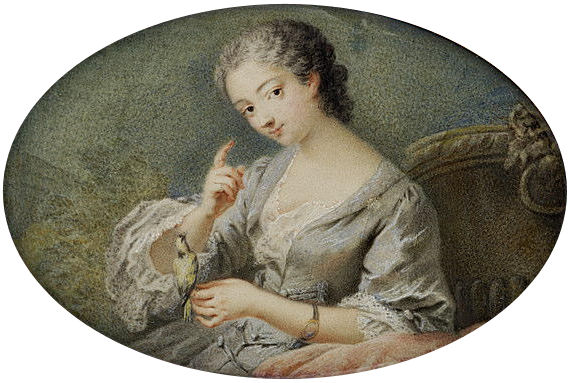
Porträt Jeanne-Agnès Berthelot de Pléneufs 18. Jahrhundert

1613 verstarb der letzte Duc von Grancey, Guillaume de Hautemer, und hinterließ seiner Tochter Louise die Ländereien von Fervaques und Plasnes. Louise de Hautemer heiratete Aymar de Prie, marquis de Toucy. Ihm folgte als Seigneur François de Prie, baron de Plasnes, dem folgte Aymar-Antoine de Prie, der Maréchal de camp war. Er starb 1714 und wurde in der Pfarrkirche in Plasnes beigesetzt.
Louis de Prie wurde 1673 in Plasnes geboren. Er wurde Mestre de camp und geriet während des Spanischen Erbfolgekriegs (1701–1714) in britische Gefangenschaft. Er kehrte 1707 von dort zurück, war 1710 Taufpate von Ludwig XV. und heiratete 1713 Jeanne-Agnès Berthelot de Pléneuf. Für sich und seine junge Frau kaufte er das Schloss von Courbépine. Bis 1719 ging er als Gesandter nach Turin. Nach der Rückkehr wurde seine Gemahlin Mätresse von Louis IV. Henri de Bourbon, prince de Condé, der von 1723 bis 1726 Premierminister war. 1724 wurden die Seigneurien von Plasnes und Courbépine unter dem Namen Plasnes zum Marquisat erhoben. Jeanne-Agnès Berthelot de Pléneuf starb 1727 im Schloss von Courbépine und wurde dort begraben. 1744 heiratete Louis de Prie erneut, 1751 starb er kinderlos und sein Bruder François-Léonor († 1765) wurde Marquis von Plasnes. Dem folgte Louis II. de Prie, der all sein Geld verspielte und deshalb seinen Besitz in Courbépine und Plasnes 1777 für den Gegenwert von 500.000 Livres einem Gläubiger überschrieb. Der Gläubiger verkaufte Plasnes gegen Ende des Ancien Régime an den Präsidenten des Rechnungshofes von Rouen, Jacques-Pierre-Amable Chrestien de Fumechon.

### Nach der Französischen Revolution
| Jahr | Einwohner |
| ---- | --------- |
| 1793 | 1.014     |
| 1806 | 1.182     |
| 1851 | 960       |
| 1856 | 858       |
| 1866 | 742       |
| 1881 | 604       |
| 1901 | 503       |
| 1911 | 420       |
| 1931 | 370       |
| 1975 | 479       |
| 1990 | 577       |
| 2008 | 642       |

Die Eremitage Saint-Agapit wurde 1792 im Zuge der Französischen Revolution (1789–1799) zerstört. 1793 erhielt Plasnes als Planes den Status einer Gemeinde und 1801 unter dem heutigen Namen durch die Verwaltungsreform unter Napoleon Bonaparte (1769–1821) das Recht auf kommunale Selbstverwaltung. Am meisten Einwohner hatte Plasnes 1806.
Im Winter 1870 wurde Plasnes im Zuge des Deutsch-Französischen Kriegs von preußischen Truppen eingenommen, die das Petit Château niederbrannten. Am 31. Januar 1871 verlangten die deutschen Besatzer die Zahlung einer Steuer von 1000 Francs. Der am 28. Januar 1871 unterzeichnete Waffenstillstand wurde erst am 4. Februar öffentlich bekannt gemacht.
Im Ersten Weltkrieg wurde die Gemeinde nur indirekt betroffen. Aber Soldaten aus Plasnes fielen und hinterließen trauernde Familien. Nach dem Krieg wurde den Gefallenen ein Kriegerdenkmal gegenüber der Kirche errichtet. Im Zweiten Weltkrieg wurde Plasnes 1939 besetzt. Die Kommandantur befand sich aber in der Mairie (Rathaus) des nahen Bernay. Im August 1944 wurde Plasnes durch das II. Canadian Corps befreit.

## Wappen
Die zwei goldenen Platanenblätter im Gemeindewappen weisen auf den Ursprung des Ortsnamens hin. Die metallische Farbe Gold wird in der Tingierung gelb dargestellt. Der grüne Hintergrund des Wappenschildes symbolisiert die Natur, den Wald. Die goldenen Schließen am unteren Rand erinnern an die Familie Malet, die im 13. und 14. Jahrhundert die Seigneurie des Ortes besaß. Ihr Wappen war rot mit drei goldenen Schließen. Die Kapelle in der Mitte des Schildes erinnert an die Eremitage Saint-Agapit. Die silbernen Querstreifen symbolisieren die beiden Départementsstraßen von Rouen nach Alençon (D438) und von Évreux nach Lisieux (D613), die in ähnlicher Form schon in gallo-römischer Zeit existierten. Die metallische Farbe Silber wird in der Tingierung weiß dargestellt. Über dem Wappen schwebt eine Krone aus Mauerwerk (fehlt beim Wappen oben), die an die Burg der Seigneurs de Plasnes erinnert. An den Seiten des Wappens ist rechts eine Weizengarbe und links ein Eichenzweig (fehlt beim Wappen oben), die die Teilung des Gemeindegebiets in landwirtschaftliche Nutzflächen und Wald symbolisieren.

## Kultur und Sehenswürdigkeiten

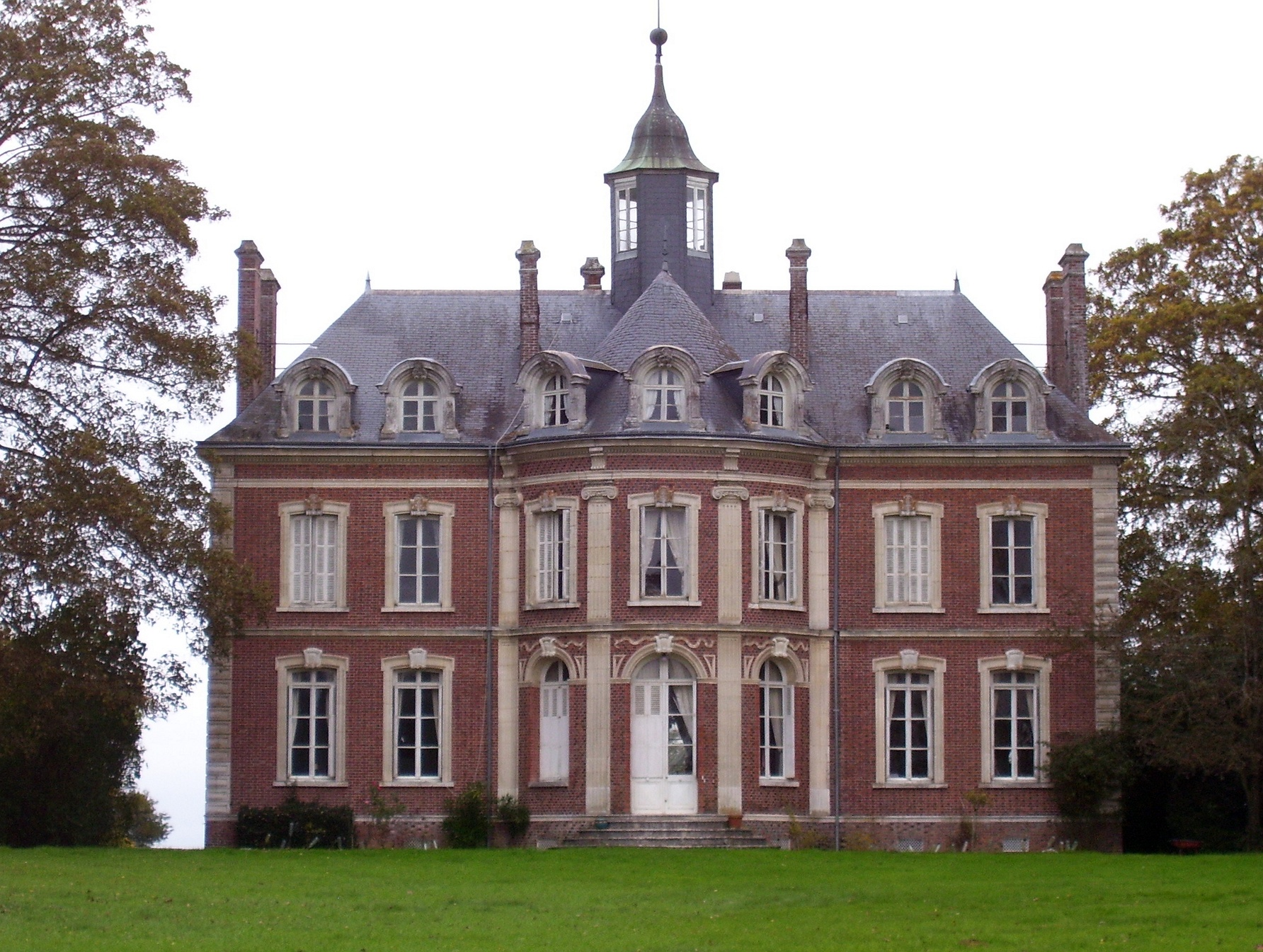
Das Schloss La Vallée

In Plasnes gibt es mehrere Chaumières und andere Fachwerkhäuser aus dem 17. bis 19. Jahrhundert, außerdem drei Herrenhäuser aus dem 16. und 17. Jahrhundert sowie zwei kleine Schlösser aus dem 18. bis 20. Jahrhundert. Das Schloss La Vallée wurde im 19. Jahrhundert errichtet.

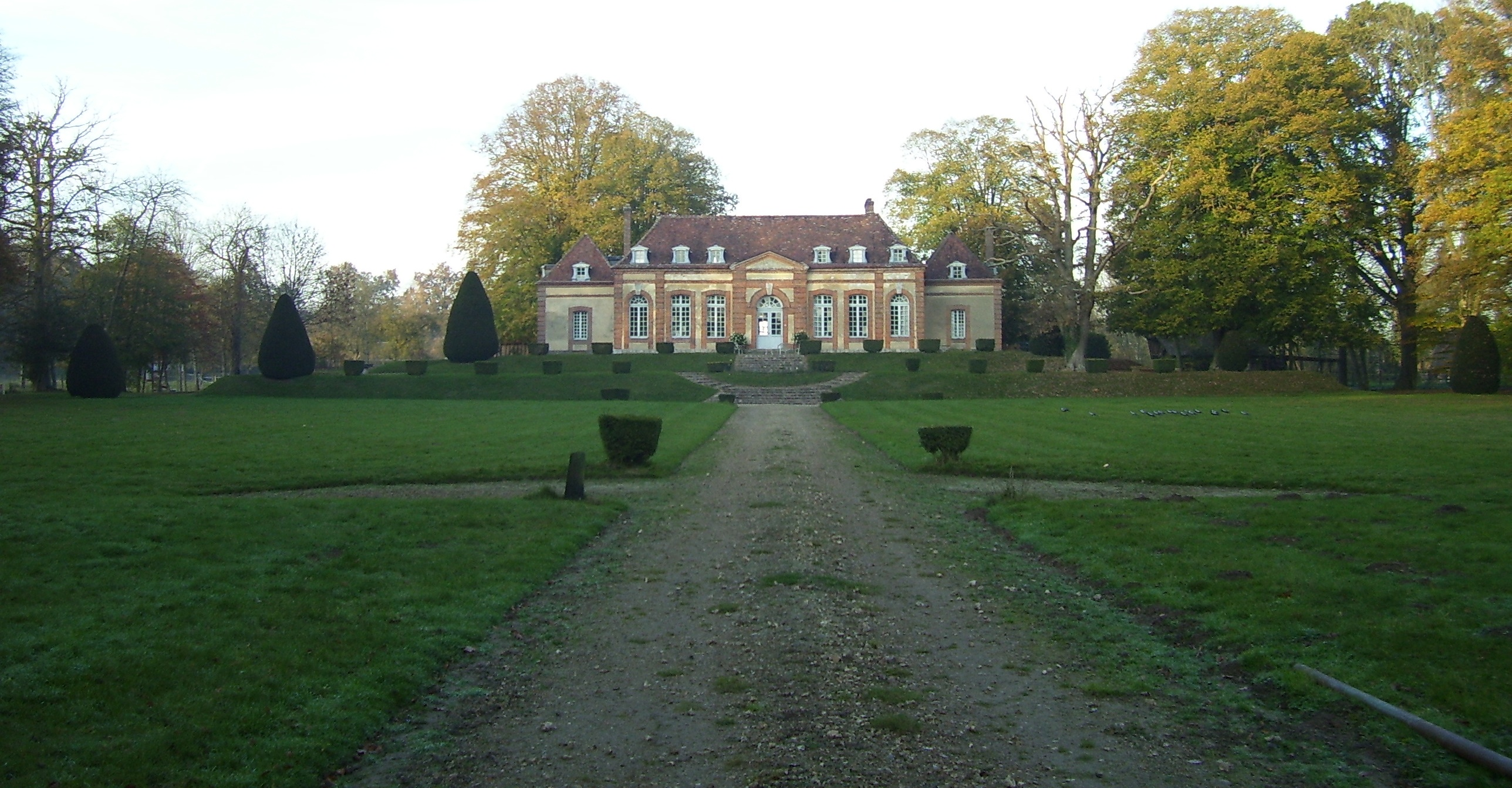
Das Petit Château auf dem künstlichen Hügel.

Das Petit Château (‚kleines Schloss‘) in Plasnes wurde im 18. Jahrhundert als Jagdschloss auf den Fundamenten einer Burg gebaut. Der Schriftsteller Jean de La Varende (1887–1959) schrieb über das Gebäude, es sei eine „charmante Kleinigkeit“ mit „prunkvollem, lachsrotem Putz“. Das Schloss steht auf einem künstlich angelegten Hügel, der an der Südseite in mehrere Terrassen unterteilt ist. Der Park endet vor einem rechteckigen Teich. 1770 brannte das Schluss und war nur noch eine Ruine, als es 1939 verkauft wurde. Der neue Besitzer ließ das Gebäude und den Park unter Nutzung erhaltener Teile restaurieren und zwei seitliche Pavillons anfügen. Das kleine Schloss ist in das Zusatzverzeichnis der Monuments historiques (‚historische Denkmale‘) eintragen. Im Treppenhaus befindet sich noch ein Deckengemälde mit dem Wappen der Familie de Prie. Es soll vom Landschafts- und Tiermaler Louis Godefroy Jadin (1805–1882) aufgefrischt worden sein, als jener für kurze Zeit in Plasnes wohnte.

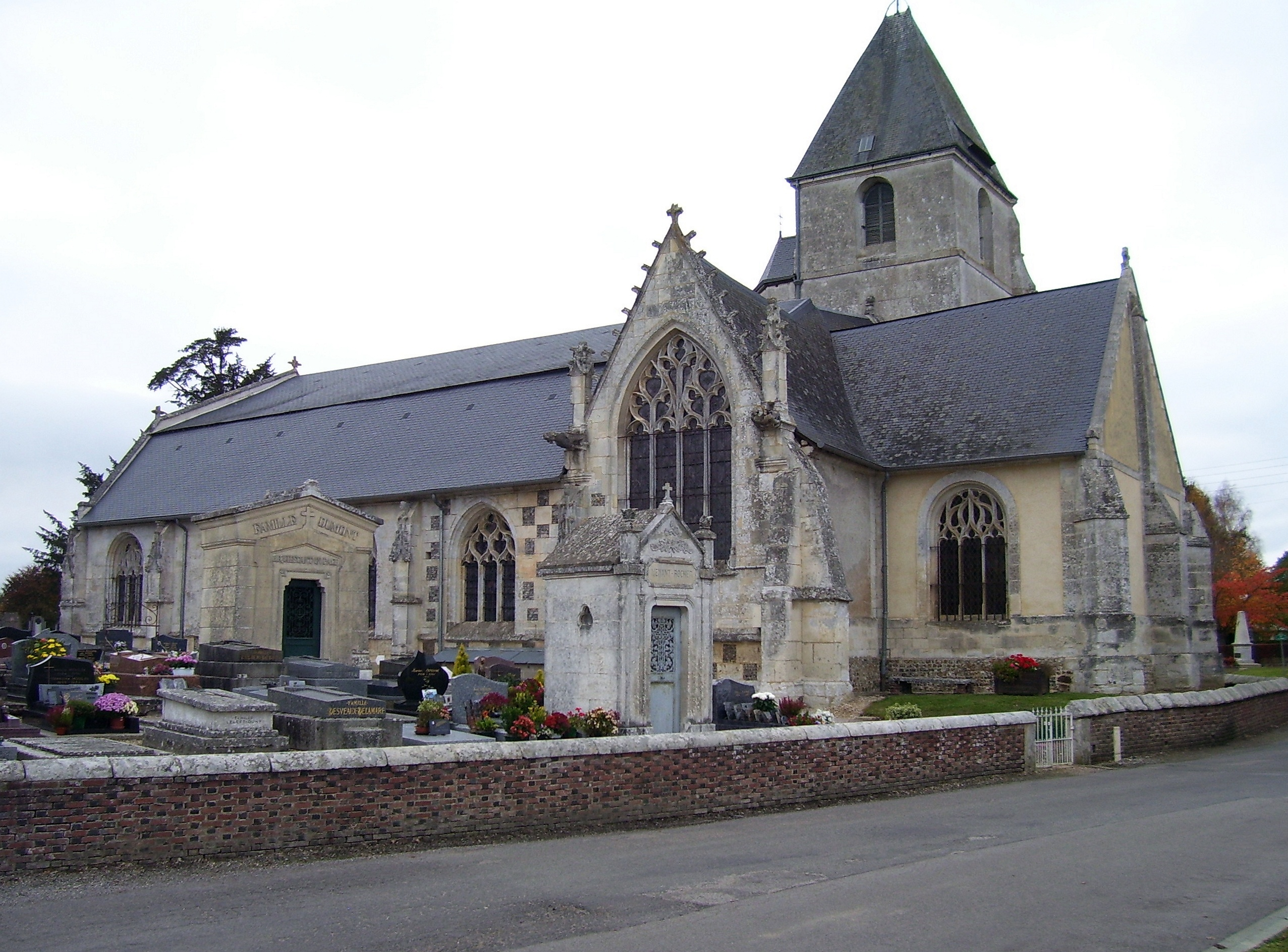
Die Kirche Saint-Sulpice

Die Pfarrkirche Saint-Sulpice ist dem Heiligen Sulpicius II. von Bourges geweiht. Sie wurde 1961 in das Zusatzverzeichnis der Monuments historiques eingetragen. Ihr Kirchenschiff stammt aus der zweiten Hälfte des 15. Jahrhunderts, der Chor und der Kirchturm aus dem 16. Jahrhundert. Im 18. Jahrhundert wurde das Eingangsportal erneuert. Das Friedhofskreuz wurde 1785 gefertigt. In der Kirche befinden sich mehrere als Monument historique klassifizierte Kunstwerke aus dem 18. Jahrhundert. Dazu gehört das Altarretabel des Hochaltars mit den Statuen des Heiligen Sulpicius und des Heiligen Sebastian sowie das Rokoko-Tabernakel und ein Gemälde von 1763 des aus Bernay stammenden Malers Michel Hubert-Descours (1707–1775), das die Auferstehung Jesu Christi darstellt. Die Eiben auf dem Friedhof an der Kirche wurden 1928 offiziell als Site classé (‚Naturdenkmal‘) eingestuft.
Die römisch-katholische Gemeinschaft Communauté de Plasnes – Saint Léger de Rôtes gehört zur Pfarrei Notre Dame de Charentonne des Bistums Évreux. Obwohl die Kapelle Saint-Agapit zerstört ist und nur noch eine mit Moos überwachsene Mauer des Gebäudes im Wald von Plasnes zu finden ist, gibt es noch Menschen, die dorthin pilgern, um zu Agapitus von Praeneste zu beten, weil ihre Kinder Gehschwierigkeiten haben.

## Wirtschaft und Infrastruktur
Viehzucht ist ein wichtiger Erwerbszweig in Plasnes. Bei der letzten landwirtschaftlichen Bestandsaufnahme (Stand 2006) gab es 13 Rinderzüchter, 13 Geflügelzüchter, 4 Pferdezüchter und 12 Schafzüchter. Von 303 Erwerbstätigen arbeiten 20,3 Prozent in Plasnes, 70,7 Prozent sind Pendler und arbeiten in einer anderen Gemeinde des Départements Eure. Im Jahr 2008 betrug die Arbeitslosenquote in Plasnes 7,1 Prozent.
Auf dem Gemeindegebiet gelten kontrollierte Herkunftsbezeichnungen (AOC) für Calvados und Pommeau (Pommeau de Normandie) sowie geschützte geographische Angaben (IGP) für Schweinefleisch (Porc de Normandie), Geflügel (Volailles de Normandie) und Cidre (Cidre de Normandie und Cidre normand).
Der Abschnitt der D438 auf dem Gemeindegebiet gilt als Zone erhöhten Verkehrsunfallaufkommens. Erhöhtes Verkehrsunfallaufkommen bedeutet, dass in fünf Jahren auf einer Strecke von 400 Metern mindestens 5 Unfälle mit mindestens 5 getöteten oder verletzten Personen passieren. Die letzte Verkehrmessung (Stand 2006) auf der Strecke verzeichnete 1629 Fahrzeuge pro Tag.
Es gibt eine Primarschule in Plasnes, die nächsten weiterführenden Schulen befinden sich in Bernay. Die Schulbusse werden vom Kommunalverband organisiert. Die Gemeindeverwaltung hat ein interkommunales Kinderfreizeitzentrum eingerichtet, in dem während der Sommerferien diverse Veranstaltungen durchgeführt werden.

## Persönlichkeiten
- Jeanne-Agnès Berthelot de Pléneuf (1698–1727), Marquise de Plasnes, durch ihren Einfluss wurde Plasnes zum Marquisat erhoben.